# فالنتين كوكا
فالنتين كوكا (بالرومانية: Valentin Coca)‏ هو لاعب كرة قدم روماني في مركز حراسة المرمى، ولد في 9 فبراير 1987 في بيتيشت في رومانيا. لعب مع CSM Caransebeș ‏.

## وصلات خارجية
- فالنتين كوكا على موقع قاعدة بيانات كرة القدم.إي يو (الإنجليزية)
- فالنتين كوكا على موقع Soccerway.com (الإنجليزية)